# マイアナス川

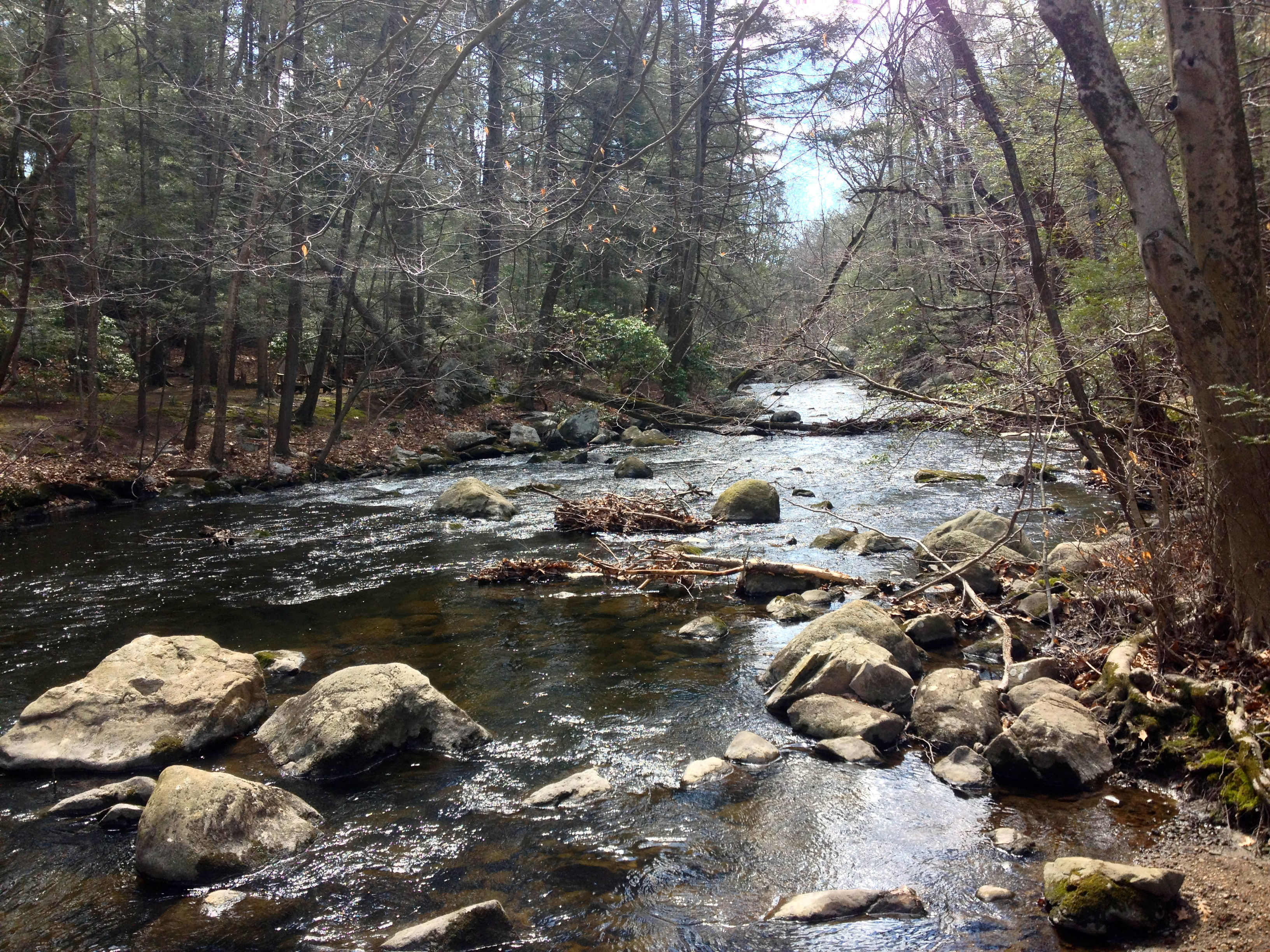
マイアナス川（マイアナス公園内）

マイアナス川 (マイアナスがわ、Mianus River) はアメリカ合衆国ニューヨーク州ウエストチェスター郡とコネチカット州フェアフィールド郡を流れる長さ20.3マイル (32.7 km) の川。
ニューヨーク州ノース・キャッスルにある池の連なりが水源であり、そこから北東へ流れてベッドフォードに入る。南へ向きをかえるとマイアナス川峡谷 (Mianus River Gorge) を流れ、コネチカット州スタンフォードに入る直前でせき止められマイアナス湖 (Mianus Reservoir)、公式にはサミュエル・J・バージ湖 (Samuel J. Bargh Reservoir) を形成する。そこからは南へスタンフォード、グリニッジを流れロングアイランド湾へ注ぐ。
州間高速道路95号線と国道1号線の通るマイアナス川橋と、メトロノース鉄道ニューヘイブン線の通るマイアナス川鉄道橋がかかる。